# Nelson O. Oduber
Nelson Orlando Oduber, född 1947, var Arubas regeringschef från 1989 till 1994 och på nytt från 2001 till 2009.